# GSC 02620-00648
GSC 02620-00648 är en dubbelstjärna i mellersta delen av stjärnbilden Herkules. Den har en  skenbar magnitud av ca 11,59 och kräver ett teleskop för att kunna observeras. Baserat på parallax enligt Gaia Data Release 3 på ca 1,97 mas, beräknas den befinna sig på ett avstånd på ca 1 660 ljusår (ca 508 parsek) från solen. Den rör sig närmare solen med en heliocentrisk radialhastighet på ca -16 km/s.

## Egenskaper
Primärstjärnan GSC 02620-00648 A är en gul till vit stjärna i huvudserien av spektralklass F8 D. Den har en massa som är ca 1,2 solmassor, en radie som är ca 1,9 solradier och har ca 4,6 gånger solens utstrålning av energi från dess fotosfär vid en effektiv temperatur av ca 6 300 K.  
GSC 02620-00648 är en dubbelstjärna där följeslagaren GSC 02620-00648 C är en svag stjärna av spektraltyp K eller M och skenbar magnitud 13,85 med en massa av 0,59 solmassa. Den är separerad med 755 AE från primärstjärnan.

## Planetsystem
År 2006 upptäcktes inom Trans-Atlantic Exoplanet Survey-programmet med hjälp av transitmetoden exoplaneten TrES-4 i omlopp kring primärstjärnan.
| Planet | Massa            | Halv storaxel (AE) | Siderisk omloppstid (d) | Excentricitet | Inklination | Radie |
| ------ | ---------------- | ------------------ | ----------------------- | ------------- | ----------- | ----- |
| b      | 0,919 ± 0,073 MJ | 0,05091 ± 0,00071  | 3,553945 ± 0,000075     | 0             | -           | -     |